# Sublimação

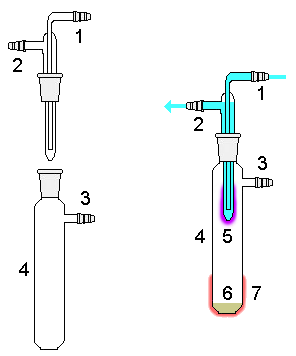
Simples aparelho de sublimação. A água fria percorre um circuito no interior do aparelho.
1 Entrada da água de arrefecimento 2 Saída da água de arrefecimento 3 Tomada de vácuo do gás 4 Câmara de sublimação 5 Composto sublimado 6 Material a sublimar 7 Aquecimento externo

A sublimação é a mudança do estado sólido para o estado gasoso, sem passar pelo estado líquido. O ponto de sublimação, assim como o ponto de ebulição e o ponto de fusão, é definido como o ponto no qual a pressão de vapor do sólido se iguala a pressão aplicada. Ressublimação também pode ser a passagem direta do estado gasoso para o estado sólido.
O processo inverso, chamado de ressublimação ou sublimação inversa é a passagem do estado gasoso para o sólido. Mas muitos químicos consideram que sublimação é o nome de ambos os processos e desconsideram o substantivo "ressublimação". Em certos livros também se fala de deposição já que as moléculas do gás se depositam espontaneamente para a formação do gelo sólido.
A sublimação é característica de substâncias que possuem pressão de vapor  no ponto de fusão maior que a pressão atmosférica. Dessa forma, na pressão atmosférica a substância desenvolve pressão de vapor suficiente para vaporizar completamente. Isso ocorre geralmente com substâncias apolares com alta simetria, pois elas possuem pontos de fusão altos e altas pressões de vapor.

## Sublimação como método de purificação
A sublimação pode ser usada para purificar sólidos. O sólido é aquecido até que sua pressão de vapor se torna suficientemente grande para ele vaporizar e posteriormente ressublimar numa superfície fria colocada logo acima. O sólido é então contido na superfície fria enquanto as impurezas permanecem no recipiente original.
Muitos sólidos não desenvolvem pressão de vapor suficiente a 760 mm Hg (pressão atmosférica ao nível do mar) mas podem ser sublimados utilizando aparatos capazes de reduzir a pressão aplicada. A redução de pressão é uma forma de prevenir a decomposição térmica de substâncias que requerem alta temperatura para sublimarem a pressões comuns.
A vantagem que esta técnica apresenta é que nenhum solvente é necessário e assim não é preciso removê-lo mais tarde. A sublimação também permite a remoção de material ocluso, como moléculas de solvatação. Ela consiste num método mais rápido de purificação do que a cristalização, no entanto. Não é tão seletiva pois é difícil lidar com a similaridade de pressão de vapor entre os sólidos.
Em suma é a técnica que se usa quando um dos componentes da mistura sólida sublima facilmente, isto é, passa diretamente do estado sólido ao estado gasoso, por aquecimento, e do estado gasoso ao estado sólido, por arrefecimento. Pode usar esta técnica para separar, por exemplo, o iodo da areia.